# Óscar Ibáñez
Óscar Manuel Ibañez Holzmann (ur. 8 sierpnia 1967 w Presidencia Roque Sáenz Peña) – peruwiański piłkarz pochodzenia argentyńskiego występujący na pozycji bramkarza, trener piłkarski.

## Kariera klubowa
Ibañez karierę rozpoczynał w 1986 roku w argentyńskim zespole Arsenal Sarandí. Występował tam przez 6 lat. W 1993 roku trafił do peruwiańskiej drużyny Carlos A. Manucci. Po dwóch sezonach odszedł do Deportivo Municipal, gdzie spędził sezon 1995.
W 1996 roku Ibañez przeszedł do zespołu Universitario de Deportes. W sezonach 1998, 1999 oraz 2000 zdobył z nim mistrzostwo Peru. W 2003 roku odszedł do Cienciano. W tym samym roku wywalczył z nim Copa Sudamericana, w 2004 roku Recopa Sudamericana, a w 2005 roku, a także w 2006 roku wicemistrzostwo Peru.
W 2007 roku Ibañez przeniósł się do klubu Sport Boys. Grał tam w sezonie 2007. Następny spędził w Universitario de Deportes i wywalczył z nim wicemistrzostwo Peru. Po zakończeniu tamtego sezonu, zakończył karierę.

## Kariera reprezentacyjna
W reprezentacji Peru Ibáñez zadebiutował w 1998 roku. W 1999 roku po raz pierwszy wziął udział w Copa América, zakończonym przez Peru na ćwierćfinale. Na tamtym turnieju zagrał w pojedynkach z Japonią (3:2), Boliwią (1:0), Paragwajem (0:1) oraz Meksykiem (3:3, 2:4 w rzutach karnych).
W 2000 roku Ibáñez był uczestnikiem Złotego Pucharu CONCACAF, zakończonego przez Peru na półfinale. Wystąpił na nim w spotkaniach z Haiti (1:1), USA (0:1), Hondurasem (5:3, gol) oraz Kolumbią (1:2)..
W 2001 roku Ibáñez ponownie znalazł się w drużynie na turniej Copa América, podczas którego Peru dotarło do ćwierćfinału. Wystąpił na nim w pojedynkach z Paragwajem (3:3), Brazylia (0:2), Meksykiem (1:0) i Kolumbią (0:3).
W 2004 roku Ibáñez po raz trzeci został powołany do kadry na Copa América. Zagrał na nim w meczach z Boliwią (2:2), Wenezuelą (3:1), Kolumbią (2:2) i Argentyną (0:1), a Peru odpadło z rozgrywek w ćwierćfinale.
W latach 1998-2005 w drużynie narodowej Ibáñez rozegrał łącznie 50 spotkań.